# Ernst Busch (maarschalk)
Ernst Busch (Essen, 6 juli 1885 – Aldershot (Verenigd Koninkrijk), 17 juli 1945) was een Duits generaal-veldmaarschalk tijdens de Tweede Wereldoorlog.
Busch diende aan het westfront tijdens de Eerste Wereldoorlog. Na de oorlog bleef hij in de Reichswehr, het leger van de Weimarrepubliek. In 1930 werd hij bevorderd tot luitenant-kolonel.
Busch diende onder Wilhelm List tijdens de Poolse Veldtocht in 1939. Het volgende jaar leidde hij het 16e Leger tijdens de Slag om Frankrijk. Vervolgens nam Busch deel aan Operatie Barbarossa waar hij onder meer vocht tijdens de Belegering van Leningrad. Voor zijn aandeel in de invasie van de Sovjet-Unie werd hij gepromoveerd tot generaal-veldmaarschalk. In 1943 en 1944 stond hij aan het hoofd van de Heeresgruppe Mitte. Hij werd echter ontslagen na Operatie Bagration waarbij het Rode Leger de Duitsers verjoeg uit Wit-Rusland en Polen in juni 1944.
Op 21 maart 1945, toen de Duitse nederlaag nabij was, werd hij weer aangesteld en werd hij Oberbefehlshaber Nordwest. Hij kreeg de opdracht de opmars van de geallieerde troepen onder Bernard Montgomery te stoppen maar faalde. Busch gaf zich over op 7 mei 1945. Op 17 juli stierf hij in het Engelse krijgsgevangenenkamp van Aldershot.

## Militaire loopbaan
- Leutnant: 10 maart 1904[3][4]
- Oberleutnant: 16 juni 1913[3][4]
- Hauptmann: 27 januari 1915[3][4]
- Major: 1 april 1925[4][5]
- Oberstleutnant: 1 februari 1930[4][5]
- Oberst: 1 december 1932[4][5]
- Generalmajor: 1 september 1935[4][5]
- Generalleutnant: 1 oktober 1937[4][5]
- General der Infanterie: 1 februari 1938[4][5]
- Generaloberst: 19 juli 1940[4][5]
- Generalfeldmarschall: 1 februari 1943[4][5]

## Decoraties
- Ridderkruis van het IJzeren Kruis (nr. 45) op 26 mei 1940 als General der Infanterie en Opperbevelhebber van het 16e Leger[4][5][9][10][11]
- Ridderkruis van het IJzeren Kruis met Eikenloof (nr. 274) op 21 augustus 1943 als Generalfeldmarschall en Opperbevelhebber van het 16e Leger[4][5][9][10][12]
- IJzeren Kruis 1914, 1e Klasse (6 maart 1915[4][5][10][13]) en 2e Klasse (20 september 1914[4][5][10][13])
- Gewondeninsigne 1918 in zilver en zwart[4][13]
- Herhalingsgesp bij IJzeren Kruis 1939, 1e Klasse (25 september 1939[10][14]) en 2e Klasse (18 september 1939[10][14])
- Medaille Winterschlacht im Osten 1941/42 op 30 juli in 1942[4][10]
- Medaille ter Herinnering aan de 1e Oktober 1938 met gesp „Prager Burg“[10]
- Ridderkruis in de Huisorde van Hohenzollern met Zwaarden op 14 juni 1917[5][13]
- Erekruis voor Frontstrijders in de Wereldoorlog op 1 januari 1935[4][10]
- Pour le Mérite op 4 oktober 1918[13][14] als Hauptmann en Commandant II. Bataillon/ Infanterie-Regiment “Vogel von Falckenstein“ Nr. 56[5][15][16]
- Armschild Demjansk[4][10]
- Dienstonderscheiding van Leger en Marine voor (25 dienstjaren)[4][10]
- Orde van het Vrijheidskruis der Eerste Klasse met Ster met Zwaarden op 29 maart 1943[4][10]
- Hij werd meerdere malen genoemd in het Wehrmachtsbericht. Dat gebeurde op:
- 6 augustus 1941[4][17]
- 16 september 1941[4][18]
- 21 oktober 1941[4][19]
- 28 januari 1943[4][20]

Werner von Blomberg · Hermann Göring · Walther von Brauchitsch · Albert Kesselring · Wilhelm Keitel · Günther von Kluge · Wilhelm Ritter von Leeb · Fedor von Bock · Wilhelm List · Erwin von Witzleben · Walter von Reichenau · Erhard Milch · Hugo Sperrle · Gerd von Rundstedt · Erwin Rommel · Georg von Küchler · Erich von Manstein · Friedrich Paulus · Ewald von Kleist · Maximilian von Weichs · Ernst Busch · Wolfram von Richthofen · Walter Model · Ferdinand Schörner · Robert von Greim · Eduard von Böhm-Ermolli (titulair)
- Gemeinsame Normdatei: 118665405
- International Standard Name Identifier: 0000 0000 6320 0668
- Library of Congress Control Number: no2009113563
- National Archives and Records Administration: 10597903
- SNAC: w6d95f6m
- Virtual International Authority File: 72187869
- WorldCat: E39PBJfMjWj8F4y4JYBXvXpdcP